# JBズ
ザ・JBズ（The J.B.'s, 時としてThe JB'sやThe J.B.sのように表記されることもある）は1970年代前半のジェームス・ブラウンのバンド。レコードではJames Brown Soul Train、Maceo and the Macks、A.A.B.B.といった、別名での録音盤も存在する。ジェームス・ブラウン以外にも、ボビー・バードやリン・コリンズ、ヴィッキー・アンダーソンらのジェームス・ブラウン・ファミリーの歌手のバックを務めたり、グループ自身の名義での活動を行うこともあった。

## キャリア
JBズはブラウンの旧バンドの殆どのメンバーが賃金ストライキを起こした後の1970年3月に結成された（ブラウンの1950年代と1960年代の旧バンドはザ・ジェームス・ブラウン・バンドやザ・ジェームス・ブラウン・オーケストラとして知られていた）。JBズの初期メンバーには無名のファンクバンドであるザ・ペースメーカーズ出身のベース奏者ウィリアム“ブーツィ”コリンズとその兄でギター奏者のフェルプス“キャットフィッシュ”コリンズの兄弟、60年代のブラウンのバンドから残ったボビー・バード（オルガン）とジョン“ジャボ”スタークス（ドラム）、経験の浅い3人のホーン奏者クレイトン“チキン”ガンネルズ、ダリル“ハサン”ジャミソンとロバート・マコラフ、コンガ奏者のジョニー・グリッグズがいた。
この代のJBズは、「セックス・マシーン」、"Super Bad"、"Soul Power"や "Talkin' Loud and Sayin' Nothing" といったブラウンの最も強烈なファンク録音の幾つかで演奏した。またブラウンのヨーロッパツアーにも同行し（ずっと後になってリリースされるライブアルバム Love Power Peaceをツアー中に録音）、更には2枚組LPの『Sex Machine』を録音、好んでサンプリングされる"The Grunt"と"These Are the J.B.'s"の2枚のインストシングル盤をリリースした。
1970年12月、トロンボーン奏者のフレッド・ウェズリーがJBズのリーダーとなるためにジェームス・ブラウンの組織に戻る。やがてウェズリーに従いメイシオ・パーカーやセント・クレア・ピンクニーといった他のブラウンの元サイドマンたちが復帰すると、コリンズ兄弟や他の「オリジナル」JBズはブラウンのもとを離れてジョージ・クリントンのPファンク共同体に合流する。その後はJBズのライナップは頻繁に入れ替わり、1976年、77年はアルバムがリリースされなかった。1978年にJBズは復活アルバムを発表している。
この年代のブラウンのステージとレコードでのバックを務めた以外にも、JBズは自身のアルバムやシングルを録音した。1970年代前半には"Pass the Peas"や"Gimme Some More"などの後年の人気曲を録音し、"Doing It to Death"はR&Bチャートでヒットしている。「フレッド・ウェズリー＆ザ・JBズ」名義での"Doing It to Death"は100万枚を売り上げ、1973年7月にRIAAからゴールドディスクが与えられた。
1974年の"Breakin' Bread"は個性的なアルバムで、殆どの曲の冒頭で録音されたバッキングトラックに、フレッド・ウェズリーが語る回想がオーバーダブされている。これは"Doing It to Death"に見られるジェームス・ブラウンのリアルタイム録音主体のスタイルと対局をなしている。1974年のフレッド・ウェズリー&ザ・JBズのアルバム "Damn Right I Am Somebody"には、ブラウンの語りも入っている。ほとんどのJBズの録音はブラウンによりプロデュースされ、多くはブラウン自身のレーベルである、ピープル・レコードからリリースされた。音楽としてのファンクは、1970年代半ば以降に、ディスコに主流の座を奪われ、音楽としての勢いを失っていった。ファンクの復活は、ディスコ・ブームが終焉した1980年代まで待たなければならなかった。
A.A.B.B.名義では、グループは1975年のアメリカチャートで108位を記録する"Pick up the Pieces One By One"をリリースしている。 その名前は当時人気のファンクグループアヴェレージ・ホワイト・バンドに因んだ"Above Average Black Band"の略である。
多くのジェームス・ブラウンの音楽同様に、JBズの録音はラッパーやヒップホップDJによて発掘された。1980年代から1990年代にかけて、メイシオ・パーカーとフレッド・ウェズリーはアルフレッド“ピー・ウィー”エリスといった元ブラウンのサイドマンたちをひきつれて”ザ・JBホーンズ”名義で継続的にツアーを行っている。JBホーンズはグラマビジョンレーベルに数枚のアルバムを録音し、後にライノレコードより再発されている。また同名義でジェフ・マクレイとリチャード・マズダのプロデュースによるアルバム"I Like It Like That"を残している。
フレッド・ウェズリー、ブーツィ―・コリンズ、ピー・ウィー・エリス、ボビー・バードとクライド・スタブルフィールドを含む形態でのJBズがセント・クレア・ピンクニーへの追悼として1999年に「再結成」アルバム"Bring the Funk on Down"を録音している。このアルバムはPヴァイン・レコードから日本でリリースされ、2002年にインスティンクトレコードよりアメリカで再リリースされた。

## ディスコグラフィ

### アルバム
- Food For Thought (1972)
- Doing It to Death (1973)
- Damn Right I Am Somebody (1974) - (as "Fred Wesley & the J.B.'s")
- Breakin' Bread (1974) - (as "Fred & the New J.B.'s")
- Hustle with Speed (1975)
- Jam II Disco Fever (1978)
- Groove Machine (1979)
- Bring the Funk On Down (1999)

#### JBホーンズ名義
- Pee Wee, Fred and Maceo (1989)
- Funky Good Time / Live (1993)
- I Like It Like That (1994)

### シングル
- 1970
  - "The Grunt, Pt 1" / "Pt2"
  - "These Are the J.B.'s, Pt 1" / "Pt 2"
- 1971
  - "My Brother, Pt 1" / "Pt 2"
  - "Gimme Some More" / "The Rabbit Got The Gun"
- 1972
  - "Pass the Peas" / "Hot Pants Road"
  - "Givin' Up Food For Funk, Pt 1" / "Pt 2"
  - "Back Stabbers" / "J.B. Shout"
- 1973
  - "Watermelon Man" / "Alone Again, Naturally"
  - "Sportin' Life" / "Dirty Harry"
  - "Doing It to Death" / "Everybody Got Soul"
  - "You Can Have Watergate" / "If You Don't Get It The First Time..."
  - "Same Beat, Pt 1" / "Pt 2"
- 1974
  - "Damn Right I Am Somebody, Pt 1" / "Pt 2"
  - "Rockin' Funky Watergate, Pt 1" / "Pt 2"
  - "Little Boy Black" / "Ronkin' Funky Watergate"
  - "Breakin' Bread" / "Funky Music is My Style"
- 1975
  - "Makin' Love" / "Rice 'n' Ribs"
  - "(It's Not the Express) It's the J.B.'s Monaurail, Pt 1" / "Pt 2"
  - "Thank You for Lettin' Me Be Myself and You Be Yours Pt 1" / "Pt 2"
- 1976
  - "All Aboard The Soul Funky Train" / "Thank You for Lettin'... Pt 1"
  - "Everybody Wanna Get Funky One More Time, Pt 1" / "Pt 2"
- 1977
  - "Music For The People" / "Crossover" - (as the J.B.'s International)
  - "Nature, Pt 1" / "Pt 2" - (as the J.B.'s International)
- 1978
  - "Disco Fever, Pt 1" / "Pt 2" - (as the J.B.'s International)

### CDコンピレーション
- Funky Good Time: The Anthology (2 CD) (1995)
- Food for Funk (1997)
- Pass the Peas: The Best of the J.B.'s (2000)